# 글라시 (예술)
글라시(Glacis)라고 하는 것은 톱 레이어(top layer=화면에서 최상층의 색조를 가리킨다)를 유약처럼 유급하는 기법으로서, 이 경우 밑의 색층은 반드시 건조되어 있을 필요가 있다. 만약에 미건조된 위에 실시하면 밑의 빛깔과 섞여서 투명성을 저해하기 때문에, 이 용법의 발색의 깊이를 찾는 목적이 소실되는 결과가 된다. 이 용법에 사용되는 용유(溶油)는 수지분(樹脂分)을 가지면서 휘발성이 있도록 처리된 기름을 사용한다. 이 기법으로 루벤스가 스스로 처방하여 사용하고 있던 기름을 비벨르라는 프랑스의 회화 과학 연구자가 해명(解明)하고 후세에 매출된 리키 드 뤼반이란 기름이 프랑스의 화구점에는 있다.
베르니 아 르츠셰(시판되는 것) 50cc에 테레핀유를 소량으로 10그램의 화이트 단마 수지를 열에 용해한 다음에 첨가하고 30cc의 α－피넨을 합치면 된다. 글라시할 때는 붓이 아니라 글라시용의 솔이 있어서 이것을 칠하게 된다. 르누아르의 몇몇 작품은 이 기법의 응용으로서 예를 들면 도기(陶器)의 항아리 등을 그릴 때, 그 하이라이트 부분에(포앙 에크라테라고 한다) 우선 안파트몬이라 하여 실버 화이트로 밑바탕을 만들어 두고서 이것이 완전히 마른 위에 부드러운 붓으로 글라시하여 가는 것이다. 이 투명성을 이용한 채색법은 그 빛깔의 깊이가 동시에 조형감을 만들어내는 효과를 갖게 된다. 루오도 이따금 작화 중에 이 수법을 채용하고 있다. 그 한두 예를 들면 에메랄드 그린은 변색하기 쉬운 빛깔이므로 작화상 변색하기 쉬운 부분에는 네이플스 옐로를 칠하고 잘 건조된 위에 빌리잔에 소량의 실버 화이트를 섞은 빛깔을 수지유로 녹여서 겹치게 하는 방법으로서 에메랄드 그린의 효과를 만들거나 또는 루오 울트라마린의 채색효과는 품위가 높은 아름다움을 드러내고 있는데, 그 방법을 보면 밑의 빛깔에 로우 시엔너를 칠하고 건조를 기다린 다음 그 위에 실시하고 있다. 더욱이 유화 그림물감의 채색의 아름다움은 그 빛깔의 적도색층(適度色層)의 두께에 의하여 만들어진다는 것을 표시하고 있다.
유화 그림물감은 필요 이상으로 두껍게 칠하여도 반드시 그 빛깔의 아름다움이나 솔리드한 힘을 나타내는 것은 아니라는 것을 알아둘 필요가 있다. 이 사실은 각각의 색층이 마르고 난 다음에도 그 발색을 유지하고 있지 않으면 안되기 때문이다. 이와 같은 사실은 어떠한 색상의 것에 대하여도 그 조성계열(造成系列)에 따라서 체질적인 공통점을 가지면서 제각기 특이성을 나타내고 있다. 채색기법 중에는 이와 같은 사항을 다양하게 내포하고 있으므로, 화면에서의 색채배치나 조화(調和)의 요소도 고려하면서 특이한 색채효과를 조직케 하는 연구가 있다. 이러한 사고방식에서 최종적인 색채효과를 위해서는 프로미에르 드 쿠시라고 하여, 초층(初層)에 사용되는 그림물감에 대한 흥미있는 연구가 있다. 이것은 프랑스의 아메데 오잔판이 고전에서 오늘날에 이르는 많은 뛰어난 화가의 채색층을 조사하여, 그 최대 공양수적인 것을 표시하고 있다.
그 기본적인 초층에 놓여 있는 그림물감 이름은 ① 비치블랙 ② 코발트 블루 ③ 로우 시엔너 ④ 테라 로즈 또는 베니션 레드 ⑤ 아크사이드 오브 크로뮴 ⑥ 실버 화이트(근년에는 징크 화이트라고 부른다). 이것들의 채색 위에 다채로운 변화를 갖게 하기 위한 목적에서 ① 아이보리 블랙 ② 옐로 오커 ③ 시루리언 블루 ④ 인디언 레드 ⑤ 비리디언을 제2층 이후에 사용한 것이 채색효과가 좋다는 것을 표시하고, 화면에 생채를 주고 또한 최상층에서 회화의 형을 확정하고 조형성을 성립시키는 것으로서는 ① 카드뮴 옐로 ② 카드뮴 레드 ③ 에메랄드 그린 ④ 코발트 바이올렛 등을 들고 있다. 이들 그림물감의 발색이 산뜻해지기 위해서는 당연히 이러한 취급을 하여야 된다는 것은 이화학적으로도 합리적이다. 또한 작화에 사용되는 색수는 상품으로서 메이커들이 70종에서 100종 이상이나 레이블명(名)을 붙여 내놓고 있는데, 실제로는 기껏 많이 사용하더라도 20색 내외로 충분하다. 작화의 기조에 적응된 기호에 따라서는 이것에 수종의 특색 있는 빛깔을 준비하는 것이 한도로서, 중간색 따위는 오히려 팔레트에서 조색하여 찾아내면 된다.
다음으로 그림물감을 칠하는 방법에 대하여 살펴보면, 작품에 따라서는 중후한 밀도가 있는 그림물감층을 만들거나 또는 그림물감의 쌓아가는 방법으로 질량감을 표시하고 있다. 고흐처럼 붓끝이 작화충동(作畵衝動)을 야기하듯이 제3자에게 호소하는 효과를 나타내는 자태도 있다. 이러한 유화 그림물감의 점조도(粘稠圖)를 이용한 기법은 16세기 후반 무렵부터 유화 그림물감에 체질적인 매제합성(媒劑合成)을 갖도록 되어, 밝은 부분은 두껍게 그늘이나 어두운 부분을 엷게 그림물감을 붙이는 베네치아파의 자태를 탄생시킨 다음부터로서, 17세기에 이르러 직접 묘법의 기법(사상적인 작화법)이 로마화파 가운데서 나와 이것이 에스파냐파(派)의 벨라스케스나 네덜란드파의 렘브란트의 수법 중에 생기를 주고 있는 브러시 스트로크로서의 용법을 가리키게끔 되었다.